# L'Irrésistible (film, 1978)
Pour les articles homonymes, voir L'Irrésistible.
Pour plus de détails, voir Fiche technique et Distribution.
L'Irrésistible (拳精, Quan jing) est un film hong-kongais réalisé par Lo Wei, sorti en 1978.

## Synopsis
Yi-Lang est un jeune orphelin élevé dans un temple de Shaolin. Une nuit, le livre des "7 Commandements", un manuscrit ancestral dans lequel sont décrites des techniques de combat très puissantes gardées secrètes, a été dérobé. Un moine aveugle demande à Yi-Lang de découvrir qui est le voleur car lui seul peut rivaliser avec lui en utilisant la technique des "5 Forces"...

## Fiche technique
- Titre français : L'Irrésistible
- Titre anglais : Spiritual Kung-Fu
- Titre original : 拳精 (Quan jing)
- Réalisation : Lo Wei
- Scénario : Pan Lei
- Musique : Frankie Chan
- Photographie : Chan Wing Chu
- Montage : Leung Wing Tsan
- Société de production : Lo Wei Motion Picture Company
- Distribution : 
  - Hong Kong : Lo Wei Motion Picture Company
  - France : Metropolitan Filmexport
- Pays d'origine : Hong Kong
- Genre : Kung-fu, comédie
- Durée : 90 minutes
- Dates de sortie en salles :
  - Hong Kong : 23 novembre 1978
  - France : 16 mars 1983

## Distribution
- Jackie Chan : Yi-Lang
- James Tien
- Mo Man Sau
- Lee Tung
- Dean Shek : élève à Shaolin